# Tignécourt
Tignécourt è un comune francese di 115 abitanti situato nel dipartimento dei Vosgi nella regione del Grand Est.

## Società

### Evoluzione demografica
Abitanti censiti